# Gonzalo Torrente Ballester

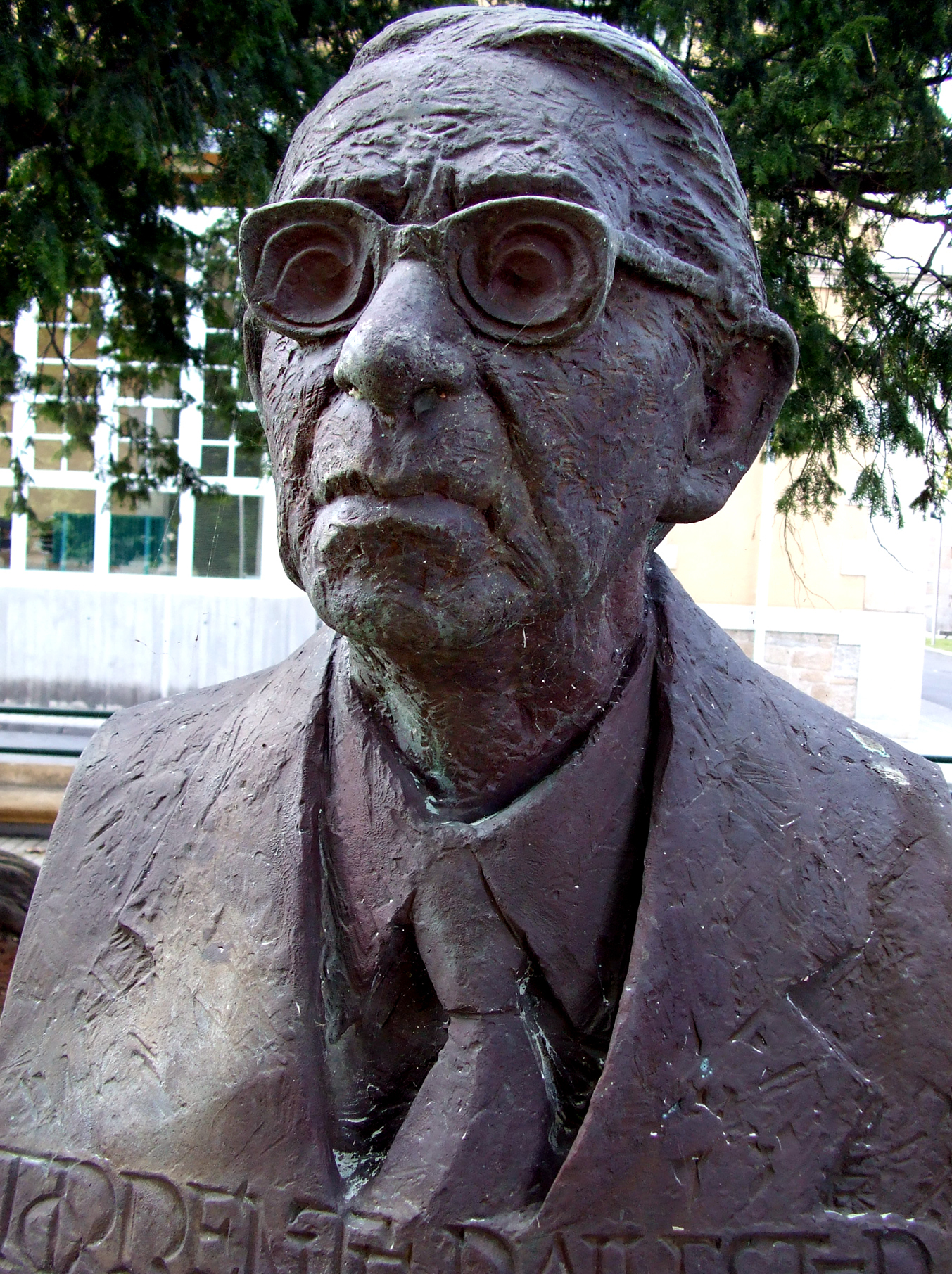
Gonzalo Torrente Ballester

Gonzalo Torrente Ballester (* 13. Juni 1910 in Ferrol; † 27. Januar 1999 in Salamanca) war ein spanischer Schriftsteller.

## Leben
Gonzalo Torrente Ballester wurde am 13. Juni 1910 in Ferrol in der Nähe von A Coruña, Spanien geboren. 1926 begann er in Santiago de Compostela mit seinem Universitätsstudium, das er 1927 in Oviedo fortsetzte. In diesen Jahren begann er mit seiner journalistischen Tätigkeit. 1929 übersiedelte er nach Madrid, um Philosophie und Geisteswissenschaften zu studieren. 1932 heiratete er Josefina Malvido, 1935 schloss er sein Studium ab und widmete sich seinem Werk als Schriftsteller und Rezensent.
Ab 1972 war er Mitglied der Real Academia Española. Er wurde unter anderem mit dem Premio Principe de Asturias (1982) und dem Premio Miguel de Cervantes (1985) ausgezeichnet. Am 27. Januar 1999 starb er in seiner Wohnung in Salamanca.

## Werke
Das Werk Torrente Ballesters umfasst Rezensionen, Artikel, Theaterstücke und Romane. Besonders bekannt ist er für seine Bearbeitung des Don-Juan-Mythos, die 1963 erschien und zu den wenigen ins Deutsche übersetzten Werken gehört. Weitere Hauptwerke sind
- Javier Mariño (1943)
- El golpe de estado de Guadalupe Limón (1946)
- Compostela y su ángel (1948, dt. Santiago de Compostela – Ein Pilgerlesebuch, Kiel, Ludwig Verlag o. J.)
- Ifigenia (1950)
- Die Trilogie Los gozos y las sombras (dt. Licht und Schatten)
  - El señor llega (1959, dt. Die Ankunft des Herrn, Klett-Cotta, 1991)
  - Donde da la vuelta el aire (1960, dt. Wo der Wind sich dreht, Klett-Cotta, 1991)
  - La Pascua triste (1962, dt. Das Osterfest, Klett-Cotta, 1991)
- Off-side (1969)
- La saga/fuga de J.B. (1972)
- La isla de los Jacintos Cortados (1980, dt. Die Insel der Hyazinthen, Klett-Cotta, 1995)
- Quizás nos lleve el viento al infinito (1984)
- Filomeno, a mi pesar (1988)
- Crónica del rey pasmado (1989)
- La muerte del decano (1992)
- Las islas extraordinarias (1993)
- La novela de Pepe Ansúrez (1994)
- La boda de Chon Recalde (1995)
- Los años indecisos (1997)